# It's Time (Michael Bublé-album)
It's Time er det fjerde studiealbum fra den canadisk-italiensk musiker Michael Bublé. Albummet blev udgivet i 2005. Det indeholder coverversioner af traditionelle og moderne popkunstnere som George Gershwin, Cole Porter, Stevie Wonder ogThe Beatles med arrangement af David Foster. Det inkluderer også sangen "Home", der blev skrevet sammen med Bublé.
På trods af dårlige anmeldelser, så blev albummet en kommerciel succes, og toppede albumhitlisterne i Canada, Italien og Spanien, og det nåede top 10 i 11 andre lande. Recording Industry Association of America (RIAA) certificerede det tredobbelt platin, for over 3 millioner solgte eksemplarer i USA. I Australien blev albummet certificeret femdobbelt platin af Australian Recording Industry Association (ARIA) for et salg på 350.000 eksemplarer, og i Canada fik det seksdobbelt platin af Canadian Recording Industry Association (CRIA) for et salg på 800.000 eksemplarer.

## Spor
| Standard Edition | Standard Edition                                   | Standard Edition | Standard Edition | Standard Edition | Standard Edition | Standard Edition | Standard Edition | Standard Edition | Standard Edition |
| #                | Titel                                              | Længde           |                  |                  |                  |                  |                  |                  |                  |
| ---------------- | -------------------------------------------------- | ---------------- | ---------------- | ---------------- | ---------------- | ---------------- | ---------------- | ---------------- | ---------------- |
| 1.               | "Feeling Good"                                     | 3:57             |                  |                  |                  |                  |                  |                  |                  |
| 2.               | "A Foggy Day (In London Town)"                     | 2:31             |                  |                  |                  |                  |                  |                  |                  |
| 3.               | "You Don't Know Me"                                | 4:14             |                  |                  |                  |                  |                  |                  |                  |
| 4.               | "Quando, Quando, Quando" (duet with Nelly Furtado) | 4:45             |                  |                  |                  |                  |                  |                  |                  |
| 5.               | "Home"                                             | 3:45             |                  |                  |                  |                  |                  |                  |                  |
| 6.               | "Can't Buy Me Love"                                | 3:14             |                  |                  |                  |                  |                  |                  |                  |
| 7.               | "The More I See You"                               | 3:47             |                  |                  |                  |                  |                  |                  |                  |
| 8.               | "Save the Last Dance for Me"                       | 3:38             |                  |                  |                  |                  |                  |                  |                  |
| 9.               | "Try a Little Tenderness"                          | 4:05             |                  |                  |                  |                  |                  |                  |                  |
| 10.              | "How Sweet It Is"                                  | 2:58             |                  |                  |                  |                  |                  |                  |                  |
| 11.              | "Song for You" (feat. Chris Botti)                 | 4:42             |                  |                  |                  |                  |                  |                  |                  |
| 12.              | "I've Got You Under My Skin"                       | 3:40             |                  |                  |                  |                  |                  |                  |                  |
| 13.              | "You and I"                                        | 3:55             |                  |                  |                  |                  |                  |                  |                  |
| 49:11            |                                                    |                  |                  |                  |                  |                  |                  |                  |                  |

| Special Deluxe Edition Bonus Tracks | Special Deluxe Edition Bonus Tracks | Special Deluxe Edition Bonus Tracks | Special Deluxe Edition Bonus Tracks | Special Deluxe Edition Bonus Tracks | Special Deluxe Edition Bonus Tracks | Special Deluxe Edition Bonus Tracks | Special Deluxe Edition Bonus Tracks | Special Deluxe Edition Bonus Tracks | Special Deluxe Edition Bonus Tracks |
| #                                   | Titel                               | Længde                              |                                     |                                     |                                     |                                     |                                     |                                     |                                     |
| ----------------------------------- | ----------------------------------- | ----------------------------------- | ----------------------------------- | ----------------------------------- | ----------------------------------- | ----------------------------------- | ----------------------------------- | ----------------------------------- | ----------------------------------- |
| 14.                                 | "Dream a Little Dream"              | 3:08                                |                                     |                                     |                                     |                                     |                                     |                                     |                                     |
| 15.                                 | "Mack the Knife"                    | 3:20                                |                                     |                                     |                                     |                                     |                                     |                                     |                                     |
| 55:39                               |                                     |                                     |                                     |                                     |                                     |                                     |                                     |                                     |                                     |

| iTunes Store Deluxe Edition Bonus Tracks | iTunes Store Deluxe Edition Bonus Tracks | iTunes Store Deluxe Edition Bonus Tracks | iTunes Store Deluxe Edition Bonus Tracks | iTunes Store Deluxe Edition Bonus Tracks | iTunes Store Deluxe Edition Bonus Tracks | iTunes Store Deluxe Edition Bonus Tracks | iTunes Store Deluxe Edition Bonus Tracks | iTunes Store Deluxe Edition Bonus Tracks | iTunes Store Deluxe Edition Bonus Tracks |
| #                                        | Titel                                    | Længde                                   |                                          |                                          |                                          |                                          |                                          |                                          |                                          |
| ---------------------------------------- | ---------------------------------------- | ---------------------------------------- | ---------------------------------------- | ---------------------------------------- | ---------------------------------------- | ---------------------------------------- | ---------------------------------------- | ---------------------------------------- | ---------------------------------------- |
| 14.                                      | "Home" (Remix)                           | 3:41                                     |                                          |                                          |                                          |                                          |                                          |                                          |                                          |
| 15.                                      | "Feeling Good" (Live)                    | 5:06                                     |                                          |                                          |                                          |                                          |                                          |                                          |                                          |
| 57:58                                    |                                          |                                          |                                          |                                          |                                          |                                          |                                          |                                          |                                          |

| Fan Club Edition Bonus Tracks | Fan Club Edition Bonus Tracks    | Fan Club Edition Bonus Tracks | Fan Club Edition Bonus Tracks | Fan Club Edition Bonus Tracks | Fan Club Edition Bonus Tracks | Fan Club Edition Bonus Tracks | Fan Club Edition Bonus Tracks | Fan Club Edition Bonus Tracks | Fan Club Edition Bonus Tracks |
| #                             | Titel                            | Længde                        |                               |                               |                               |                               |                               |                               |                               |
| ----------------------------- | -------------------------------- | ----------------------------- | ----------------------------- | ----------------------------- | ----------------------------- | ----------------------------- | ----------------------------- | ----------------------------- | ----------------------------- |
| 14.                           | "It's All in the Game"           | 3:53                          |                               |                               |                               |                               |                               |                               |                               |
| 15.                           | "I'm Beginning to See the Light" | 2:49                          |                               |                               |                               |                               |                               |                               |                               |
| 16.                           | "Softly, as I Leave You"         | 3:47                          |                               |                               |                               |                               |                               |                               |                               |
| 59:40                         |                                  |                               |                               |                               |                               |                               |                               |                               |                               |

| Starbucks Special Edition Bonus Track | Starbucks Special Edition Bonus Track | Starbucks Special Edition Bonus Track | Starbucks Special Edition Bonus Track | Starbucks Special Edition Bonus Track | Starbucks Special Edition Bonus Track | Starbucks Special Edition Bonus Track | Starbucks Special Edition Bonus Track | Starbucks Special Edition Bonus Track | Starbucks Special Edition Bonus Track |
| #                                     | Titel                                 | Længde                                |                                       |                                       |                                       |                                       |                                       |                                       |                                       |
| ------------------------------------- | ------------------------------------- | ------------------------------------- | ------------------------------------- | ------------------------------------- | ------------------------------------- | ------------------------------------- | ------------------------------------- | ------------------------------------- | ------------------------------------- |
| 14.                                   | "Come Fly with Me"                    | 3:19                                  |                                       |                                       |                                       |                                       |                                       |                                       |                                       |
| 52:30                                 |                                       |                                       |                                       |                                       |                                       |                                       |                                       |                                       |                                       |

| Japanese Special Edition Bonus Track | Japanese Special Edition Bonus Track | Japanese Special Edition Bonus Track | Japanese Special Edition Bonus Track | Japanese Special Edition Bonus Track | Japanese Special Edition Bonus Track | Japanese Special Edition Bonus Track | Japanese Special Edition Bonus Track | Japanese Special Edition Bonus Track | Japanese Special Edition Bonus Track |
| #                                    | Titel                                | Længde                               |                                      |                                      |                                      |                                      |                                      |                                      |                                      |
| ------------------------------------ | ------------------------------------ | ------------------------------------ | ------------------------------------ | ------------------------------------ | ------------------------------------ | ------------------------------------ | ------------------------------------ | ------------------------------------ | ------------------------------------ |
| 14.                                  | "Softly, as I Leave You"             | 3:47                                 |                                      |                                      |                                      |                                      |                                      |                                      |                                      |
| 52:58                                |                                      |                                      |                                      |                                      |                                      |                                      |                                      |                                      |                                      |

| 1. | Untitled (Live) |  |
| 2. | Untitled (Live) |  |

## Hitlister og certificeringer
| Hitliste (2005–2007)           | Højeste placering |
| ------------------------------ | ----------------- |
| Australien (ARIA)              | 2                 |
| Østrig (Ö3 Austria)            | 3                 |
| Belgien (Ultratop Flanderen)   | 14                |
| Belgien (Ultratop Vallonien)   | 7                 |
| Canadiske Albummer (Billboard) | 1                 |
| Danmark (Album Top-40)         | 18                |
| Holland (Album Top 100)        | 2                 |
| Frankrig (SNEP)                | 23                |
| Tyskland (Offizielle Top 100)  | 2                 |
| Irland (IRMA)                  | 5                 |
| Italien (FIMI)                 | 1                 |
| New Zealand (RIANZ)            | 5                 |
| Norge (VG-lista)               | 5                 |
| Polish Albums (OLiS)           | 3                 |
| Portugal (AFP)                 | 20                |
| Skotland (OCC)                 |                   |
| Spanien (PROMUSICAE)           | 1                 |
| Sverige (Sverigetopplistan)    | 4                 |
| Schweiz (Schweizer Hitparade)  | 7                 |
| Storbritannien (OCC)           | 4                 |
| US Billboard 200               | 7                 |
| US Jazz Albums (Billboard)     | 1                 |

| Hitliste (2005)                    | Placering |
| ---------------------------------- | --------- |
| Australian Albums (ARIA)           | 3         |
| Austrian Albums (Ö3 Austria)       | 17        |
| Belgian Albums (Ultratop Flanders) | 63        |
| Belgian Albums (Ultratop Wallonia) | 29        |
| Dutch Albums (Album Top 100)       | 13        |
| French Albums (SNEP)               | 116       |
| German Albums (Offizielle Top 100) | 12        |
| Swiss Albums (Schweizer Hitparade) | 21        |
| UK Albums (OCC)                    | 42        |
| US Billboard 200                   | 61        |

| Hitliste (2006)                    | Placering |
| ---------------------------------- | --------- |
| Swedish Albums (Sverigetopplistan) | 35        |
| US Billboard 200                   | 40        |

| Hitliste (2008) | Placering |
| --------------- | --------- |
| UK Albums (OCC) | 194       |

| Hitliste (2010) | Placering |
| --------------- | --------- |
| UK Albums (OCC) | 135       |

| Hitliste (2000-2009)   | Placering |
| ---------------------- | --------- |
| Australia Album (ARIA) | 30        |

## Certificering og salgstal
| Land | Certificering | Salg       |
| --- | ------------- | ---------- |
| Italien (FIMI) | 4× Platinum   | 370,000    |
| Portugal (AFP) | Gold          | 10,000x    |
| USA (RIAA) | 3× Platinum   | 3,790,000  |
| Opsummering |               |            |
| Europa (IFPI) | 2× Platinum   | 2.000.000* |
| *Salgstal baseret på certificering alene. · ^Forsendelsestal baseret på certificering alene. · xUspecificerede tal baseret på certificering alene. · Salgstal+streamingtal baseret på certificering alene. |               |            |